# Monika Gawlak
Monika Gawlak (ur. 1976) – polska literaturoznawczyni i historyk literatury. Bada dwudziestowieczną literaturę słoweńską oraz jej polskie przekłady.

## Życiorys
Studia magisterskie ukończyła na Wydziale Filologicznym Uniwersytetu Śląskiego w 2000 roku. Cztery lata później uzyskała stopień doktora nauk humanistycznych. Obecnie zatrudniona jest w Instytucie Filologii Słowiańskiej Uniwersytetu Śląskiego w Katowicach. 
Jej zainteresowania naukowe skupiają się w szczególności wokół: współczesnej literatury (polskiej, słoweńskiej, południowosłowiańskiej), problematyki przekładu literackiego oraz glottodydaktyki. Opublikowała wiele artykułów w Polsce i za granicą oraz monografię o poezji Gregora Strnišy. Tłumaczyła z języka słoweńskiego teksty literackie i naukowe (m.in. poezję Barbary Simoniti; prozę Mihy Mazziniego, Polony Glavan, Roberta Šabca; teksty naukowe Ireny Novak-Popov, Nikolaja Ježa, Any Makuc). Współorganizowała liczne wydarzenia kulturalne promujące kulturę Słowenii w Polsce, m.in. Światowe Dni Słoweńskiej Literatury Współczesnej, Miha Mazzini w Katowicach, Festiwal Złota Łódź (gośćmi byli słoweńscy poeci i prozaicy, m.in.: Suzana Tratnik, Gregor Potokar, Maja Novak, Iztok Osojnik; oraz muzycy: Ksenija Jus – Xenia, Jani Kovačič), Miesiąc Spotkań Autorskich, Dni Słoweńskiej Kultury Miejskiej, Światowe Dni Słoweńskiego Filmu Dokumentalnego.

## Wybrane publikacje

### Książki
- Świat poetycki Gregora Strnišy. Katowice: Wydawnictwo Uniwersytetu Śląskiego, 2012 (Prace Naukowe Uniwersytetu Śląskiego w Katowicach, 2974).  ss. 200. ISSN 0208-6336. ISBN 978-83-226-2114-1 ISBN 83-226-2114-0

### Artykuły
- Ekfraza v poeziji Gregorja Strniše. „Slavistična revija” nr 3/2013, s. 477–484.
- Poljski prevodi slovenskih dram v letih 1991–2005. W: Slovenska dramatika. Obdobja 31. Ur. M. Pezdirc Bartol. Univerza v Ljubljani, Filozofska fakulteta. Ljubljana 2012, s. 85–92.
- Tożsamość Čefura w przekładzie powieści Gorana Vojnovicia pt. „Čefurji raus!” w tłumaczeniu Tomasza Łukaszewicza. W: Bariery kulturowe w przekładzie artystycznym. „Przekłady literatur słowiańskich“. T.3. Red. B. Tokarz. Wydawnictwo Uniwersytetu Śląskiego. Katowice 2012, s. 13–31.
- Bibliografia przekładów literatury słoweńskiej w Polsce w latach 1990–2006. W: Przekłady literatur słowiańskich. T. I, Cz.2. Bibliografia przekładów literatur słowiańskich (1990–2006). Oprac. M. Gawlak. Red. B. Tokarz. Zestawiły M. Buczek, M. Gawlak. Wyd. Uniwersytetu Śląskiego. Katowice 2010, s. 11–49.
- Poezja Gregora Strnišy w przekładzie Katariny Šalamun-Biedrzyciej. W: Przekłady literatur słowiańskich. Wybory translatorskie 1990–2006. Red. B. Tokarz. Wyd. Uniwersytetu Śląskiego, Katowice 2009, s. 227–241.
- Poszukiwanie tożsamości jednostki w dialogu międzykulturowym – o prozie Polony Glavan. W: Literatúra v kontexte slovanskej kultúry 20. storočia. Red. M. Kováčová, Fakulta humanistných vied Univerzity Mateja Bela. Banská Bystricá 2009, s. 107–113.

### Przekłady
- Miha Mazzini: Resztki miłości. Tłum. M. Gawlak. „Migotania“, nr 4 (41) 2013, s. 27. (proza)
- Ana Makuc: Feministyczna analiza tekstu: czy tak zwane „pisarstwo kobiece” naprawdę istnieje?  Tłum. M. Gawlak. „Tekstualia“, nr 3 2012, s. 161–170. (artykuł naukowy)
- Nikolaj Jež: Bariery kulturowe w przekładzie artystycznym. Na przykładzie słoweńskiego przekładu Pana Tadeusza Rozki Štefan. W: Bariery kulturowe w przekładzie artystycznym. Przekłady literatur słowiańskich. T. 3. Tłum. M. Gawlak. Red. B. Tokarz. Wydawnictwo Uniwersytetu Śląskiego. Katowice 2012. (artykuł naukowy)
- Barbara Simoniti: Morze. Tłum. M. Gawlak. „Tekstualia“, nr 3 2012, s. 15–20. (poezja)
- Robert Šabec: Dlaczego władcę należy zabić; Złudzenie Prometeusza. Tłum. M. Gawlak. „Tekstualia“, nr 3 2012, s. 61–69. (proza)
- Andrej Šurla: Cicha rozmowa ostatnich przekładów Tonego Pretnara. Tłum. M. Gawlak. W: Przekłady literatur słowiańskich. T. I Wybory translatorskie.  Red. B. Tokarz, Wyd. Uniwersytetu Śląskiego. Katowice 2009, s. 278–292. (artykuł naukowy)
- Milan Jesih: Wszystko się rozwieje...  Tłum. M. Gawlak. W: Spotkania literackie. Współczesna literatura słoweńska. Beletrina. Študentska založba – Academic Press. Ljubljana 2009, s. 52. (poezja)